# Liste der Kulturdenkmäler in Hattersheim am Main
Die folgende Liste enthält die in der Denkmaltopographie ausgewiesenen Kulturdenkmäler auf dem Gebiet  der  Stadt Hattersheim am Main, Main-Taunus-Kreis, Hessen.
Hinweis: Die Reihenfolge der Denkmäler in dieser Liste orientiert sich zunächst an Stadtteilen und anschließend der Anschrift, alternativ ist sie auch nach der Bezeichnung, der vom Landesamt für Denkmalpflege vergebenen Nummer oder der Bauzeit sortierbar.
Kulturdenkmäler werden fortlaufend im Denkmalverzeichnis des Landes Hessen durch das Landesamt für Denkmalpflege Hessen auf Basis des Hessischen Denkmalschutzgesetzes (HDSchG) geführt. Die Schutzwürdigkeit eines Kulturdenkmals hängt nicht von der Eintragung in das Denkmalverzeichnis des Landes Hessen oder der Veröffentlichung in der Denkmaltopographie ab.

## Kulturdenkmäler nach Ortsteilen

### Eddersheim
| Bild                                         | Bezeichnung                                  | Lage                                                                                             | Beschreibung | Bauzeit                | Objekt-Nr. |
| -------------------------------------------- | -------------------------------------------- | ------------------------------------------------------------------------------------------------ | --- | ---------------------- | ---------- |
| weitere Bilder                               | Staustufe                                    | Am Main, Main LageFlur: 10, Flurstück: 82/2, 84, 87/2                                            | | 1934                   | 45807 DDB  |
| weitere Bilder                               |                                              | Backesstraße 3 LageFlur: 11, Flurstück: 114/2                                                    | | 1716                   | 45792 DDB  |
|                                              |                                              | Backesstraße 6 LageFlur: 11, Flurstück: 124                                                      | | 1725 bis 1775          | 45793 DDB  |
|                                              |                                              | Backesstraße 7 LageFlur: 11, Flurstück: 93                                                       | | 1575 bis 1625          | 45794 DDB  |
| weitere Bilder                               |                                              | Backesstraße 12 LageFlur: 11, Flurstück: 141                                                     | | 1675 bis 1725          | 45795 DDB  |
| weitere Bilder                               | Flettner-Villa                               | Bleichstraße 26 LageFlur: 13, Flurstück: 203/2                                                   | Geburtshaus von Anton Flettner, später Rathaus und heute Kindergarten                                                | 1908                   | 45797 DDB  |
|                                              |                                              | Fischergasse 5 LageFlur: 11, Flurstück: 159                                                      | |                        | 45798 DDB  |
| weitere Bilder                               |                                              | Fischergasse 13 LageFlur: 11, Flurstück: 224                                                     | | 1725 bis 1775          | 45801 DDB  |
| Wegekreuz                                    | Wegekreuz                                    | Flörsheimer Straße 62 LageFlur: 3, Flurstück: 85                                                 | | 1955                   | 184017     |
| Wegkreuz                                     | Wegkreuz                                     | Gotthelf (Flörsheimer Straße/Wasenäckerweg) (Außerhalb Ortslage) LageFlur: 15, Flurstück: 16/5   | |                        | 45821 DDB  |
| weitere Bilder                               | Kruzifix                                     | Hinter der Kapelle LageFlur: 6, Flurstück: 161                                                   | |                        | 45820 DDB  |
| Grabmal                                      | Grabmal                                      | Hinter der Kapelle LageFlur: 6, Flurstück: 161                                                   | |                        | 45819 DDB  |
| Gesamtanlage Mönchhofstraße, Kraftwerkstraße | Gesamtanlage Mönchhofstraße, Kraftwerkstraße | Mönchhofstraße, Kraftwerkstraße Lage                                                             | |                        | 45791 DDB  |
| Gesamtanlage Ortskern                        | Gesamtanlage Ortskern                        | Ortskern Lage                                                                                    | |                        | 45790 DDB  |
| weitere Bilder                               | Gefallenendenkmal                            | Hopfengarten LageFlur: 12, Flurstück: 35                                                         | |                        | 45796 DDB  |
| weitere Bilder                               | Alte Schule                                  | Hopfengarten 7 LageFlur: 12, Flurstück: 31/5                                                     | 2014 wurde die alte Schule unter Denkmalschutz gestellt. Sie soll künftig als Asylbewerberunterkunft genutzt werden. | 1911                   | 209416 DDB |
| 'Weißer Stein'                               | 'Weißer Stein'                               | Hopfengarten 33 LageFlur: 6, Flurstück: 56                                                       | | 1818                   | 45802 DDB  |
| Wegkreuz                                     | Wegkreuz                                     | Im Fildchen LageFlur: 8, Flurstück: 8                                                            | | 1814                   | 45811 DDB  |
|                                              |                                              | Kornmarkt 4 LageFlur: 11, Flurstück: 146                                                         | | 1675 bis 1725          | 45803 DDB  |
|                                              |                                              | Kornmarkt 6 LageFlur: 11, Flurstück: 144                                                         | | 1725 bis 1775          | 45804      |
|                                              |                                              | Kreuzstraße 8 LageFlur: 11, Flurstück: 193                                                       | | 1700                   | 45805 DDB  |
|                                              |                                              | Maingäßchen 2 LageFlur: 11, Flurstück: 154/1                                                     | | 1625 bis 1675          | 45808 DDB  |
| Andachtshäuschen                             | Andachtshäuschen                             | Mönchhofstraße 31 LageFlur: 10, Flurstück: 43/10                                                 | | um 1903                | 184018 DDB |
| Heiligenhäuschen (Antoniuskapellchen)        | Heiligenhäuschen (Antoniuskapellchen)        | Neuen Berg (Neckarstraße/Siemensstraße) LageFlur: 9, Flurstück: 53/11                            | | um 1900                | 184019     |
| weitere Bilder                               |                                              | Neustraße 1 LageFlur: 11, Flurstück: 195/1                                                       | | 1675 bis 1725          | 45809 DDB  |
|                                              |                                              | Neustraße 3 LageFlur: 11, Flurstück: 195/2                                                       | | 1675 bis 1725          | 45810 DDB  |
| weitere Bilder                               | Katholische Pfarrkirche St. Martin           | Propsteistraße 11 LageFlur: 11, Flurstück: 116                                                   | | 1741                   | 45812 DDB  |
| weitere Bilder                               |                                              | Propsteistraße 12 LageFlur: 11, Flurstück: 165/1                                                 | | Ende 17. Jahrhundert   | 45813 DDB  |
| weitere Bilder                               |                                              | Propsteistraße 13 LageFlur: 11, Flurstück: 117                                                   | | Anfang 18. Jahrhundert | 45814 DDB  |
| weitere Bilder                               |                                              | Propsteistraße 14 LageFlur: 11, Flurstück: 167/1                                                 | | Ende 17. Jahrhundert   | 45815 DDB  |
| weitere Bilder                               |                                              | Propsteistraße 15 LageFlur: 11, Flurstück: 155                                                   | | 1675 bis 1725          | 45816 DDB  |
| weitere Bilder                               | Propsteihof                                  | Propsteistraße 18, Ankerstraße 2, Ankerstraße LageFlur: 11, 13, Flurstück: 156/2–4, 157/1, 204/1 | | 1725 bis 1775          | 45817 DDB  |
| weitere Bilder                               |                                              | Zanggasse 1 LageFlur: 11, Flurstück: 137                                                         | | 1695 bis 1705          | 45818 DDB  |

### Hattersheim
| Bild                                                | Bezeichnung                                             | Lage | Beschreibung | Bauzeit                | Objekt-Nr. |
| --------------------------------------------------- | ------------------------------------------------------- | --- | --- | ---------------------- | ---------- |
| Bild gesucht BW                                     | Wegekreuz                                               | Altmünstergewann (Mainzer Landstraße hinter Tierheimweg) LageFlur: 20, Flurstück: 17 | Wegekreuz aus Sandstein an der Mainzer Landstraße Richtung Weilbach etwa 200m hinter der Einmündung Tierheimweg am nördlichen Feldrand, markiert von einer stattlichen Eibe. Barocker Kreuzstamm auf Postament mit ergänztem historistischem Christus mit detailreicher Körperlichkeit. Inschrift des Sockels „Gelobt sei Jesus Christus“. |                        | 184016 DDB |
| Neuer Posthof                                       | Neuer Posthof                                           | An der Ölmühle 1 LageFlur: 8, Flurstück: 38/16 | Vormals Engels- und später Ölmühle, Fachwerkwohnhaus um 1800 mit Krüppelwalm, östlich im Winkel angebaut ehemaliges Wirtschaftsgebäude. Das Erdgeschoss des Wohnhauses massiv, im Obergeschoss einfaches Fachwerk heute verputzt, regelmäßige Fenstergliederung. | 1795 bis 1805          | 45779 DDB  |
| Bahnhof Hattersheim                                 | Bahnhof Hattersheim                                     | Bahnhofsplatz 1 LageFlur: 14, Flurstück: 139/4 | Spätklassizistischer Putzbau um 1877 auf kreuzförmigem Grundriss an der Ostseite nördlich der Strecke. Doppelgeschossig mit symmetrischen Fassaden, deren übergiebelte Mitte gekoppelte Bogenfenster zeigt. Westlich zeitgenössischer Güterschuppen. | Ende 19. Jahrhundert   | 68983 DDB  |
| Eisenbahnbrücke Hattersheim                         | Eisenbahnbrücke Hattersheim                             | Eisenbahn LageFlur: 8, Flurstück: 63/6 | Doppelbogige Sandsteinbrücke für den von Nordwesten dem Main zufließenden Schwarzbach und seinen Uferweg. Vermutlich 1839 von Paul Camille Denis erbaut, 1911 mit Beton saniert. | um 1839                | 68982 DDB  |
| weitere Bilder                                      | Katholisches Pfarrhaus                                  | Erbsengasse 3 LageFlur: 10, Flurstück: 52 | Ein großvolumiger, zweigeschossiger Bau der zweiten Hälfte des 18. Jahrhunderts, von stark ortsbildprägender Wirkung im Umfeld der Kirche. Verputztes Mauerwerk auf Sandsteinsockel, die Fassaden mittels regelmäßiger Anordnung rechteckiger Fenster mit Sandsteinlaibungen zurückhaltend gegliedert, Krüppelwalmdach mit kleinen Gauben. Nach Westen durch einen 1914 errichteten Zwischentrakt mit großem, rundbogigem Durchgang im Erdgeschoss in den Baukomplex der Kirche einbezogen. | Ende 18. Jahrhundert   | 45760 DDB  |
| weitere Bilder                                      | Giebelständiges Fachwerkhaus                            | Erbsengasse 9 LageFlur: 10, Flurstück: 55/2 | Giebelständiges Fachwerkhaus mit Satteldach, Rähmkonstruktion der Zeit um 1700. Qualitätvolles, zweigeschossiges Sichtfachwerk mit profiliertem Rähm, die Mannfiguren mit geschnitzten Kopfstreben, Halsriegeln, Streben und Gegenstreben. Auch von städtebaulicher Bedeutung im Nahbereich der Kirche und im Ensemble mit den Nachbargebäuden. | 1695 bis 1705          | 45761 DDB  |
| Zweigeschossiges Fachwerkwohnhaus                   | Zweigeschossiges Fachwerkwohnhaus                       | Erbsengasse 11 LageFlur: 10, Flurstück: 56/3 | Verputztes, zweigeschossiges Fachwerkwohnhaus, giebelständig mit Satteldach. Leichter Geschossüberstand, Proportionen und Fensterverteilung lassen auf eine ehemals sichtbare Rähmkonstruktion analog Erbsengasse 9 schließen. Wie dieses wichtiger Bestandteil des Ensembles Erbsengasse/Kirche. |                        | 45762 DDB  |
| Ehemalige Altmünstermühle                           | Ehemalige Altmünstermühle                               | Erbsengasse 12 LageFlur: 13, Flurstück: 52/2, 52/3 | Zweigeschossiges Fachwerkwohnhaus der ehemaligen Altmünstermühle, erste Hälfte des 18. Jahrhunderts. Die urkundliche Erwähnung der Bauzeit 1.3.1680 betrifft wohl einen Vorgängerbau. Stark profiliertes Stockwerkgesims. Rähmkonstruktion mit geschosshohen, teils gekrümmten Streben. Eingang mit geschweifter Überdachung auf Holzpfeilern. Im 19. Jahrhundert erneuertes Dach, veränderte Nordseite. Als Rest der Mühle, deren Wirtschaftsteile vollständig umgebaut oder durch Neubauten ersetzt wurden, von historischer Bedeutung. | Anfang 18. Jahrhundert | 45763 DDB  |
| weitere Bilder                                      | Fachwerkhaus                                            | Erbsengasse 26 LageFlur: 9, Flurstück: 400 | Kleines, verputztes Fachwerkhaus von zwei Geschossen, giebelständig mit Satteldach. Die noch ursprüngliche Anordnung kleiner Fenster lässt auf eine Rähmkonstruktion des 17./18. Jahrhunderts schließen. Am Nebengebäude befindet sich eine Gedenktafel für die Hattersheimer Juden. Auf dieser Nachbarparzelle stand die um 1800 erbaute Synagoge und Schule. | 1795 bis 1805          | 45764 DDB  |
| weitere Bilder                                      | Fachwerkhaus                                            | Erbsengasse 32 LageFlur: 9, Flurstück: 401 | Traufständiges, verputztes Fachwerkhaus, das Satteldach mit Aufschiebling und hervorstehenden Pfettenköpfen, östlich und nördlich jüngere Anbauten. Die Straßenfassade annähernd regelmäßig, mit mittigem Eingang, gegliedert. Unter Putz vermutlich Sichtfachwerk des 17./18. Jahrhunderts. Schöne Haustür mit reicher Schnitzerei, Kandelaber, Blüten, vermutlich Mitte 19. Jahrhundert, Gestaltung des nachwirkenden Klassizismus. | 1675 bis 1725          | 45765 DDB  |
| Bild gesucht BW                                     | Gesamtanlage Erbsengasse/Hauptstraße (Sarceller Straße) | Erbsengasse/Hauptstraße (Sarceller Straße) Lage | Am ehemals südöstlichen Ortsausgang, im größeren Umfeld der Kirche, haben sich älteste Teile der bäuerlichen Wohnbebauung erhalten. Insbesondere die Häuser Erbsengasse 5 und 7 mit ihren großen überdachten Hoftoren bewahren neben der Kirche ein Bild des ehemals dörflichen Hattersheim. Wichtig ebenso das Anwesen Hauptstraße 29, eines der ältesten Fachwerkhäuser Hattersheims. Darüber hinaus ist diese Gesamtanlage bestimmt durch die Umstrukturierung zu Beginn des 20. Jahrhunderts, die eine Wandlung von bäuerlicher zu städtischer Struktur in Gang setzte. Dies schließt den Neubau der Kirche 1914/15 ein. |                        | 45757 DDB  |
| Hl. Nepomuk                                         | Hl. Nepomuk                                             | Frankfurter Straße LageFlur: 12, Flurstück: 74/65 | Sandsteinfigur des Hl. Nepomuk, den Übergang über den Schwarzbach kennzeichnend. Wertvolle spätbarocke Plastik nach 1740 mit reicher Gewandbehandlung, volkstümlich-gütigem Habitus und Gesichtsausdruck. Aus künstlerischen und historischen Gründen von Bedeutung. | Ende 18. Jahrhundert   | 45784 DDB  |
| Gesamtanlage Hauptstraße (Sarceller Str.) – Posthof | Gesamtanlage Hauptstraße (Sarceller Str.) – Posthof     | Hauptstraße (Sarceller Str.) – Posthof Lage | Diese Gesamtanlage umfasst den ehemaligen Thurn- und Taxis’schen Posthof, die in seinem Umfeld entstandenen Gasthöfe und Posthalterei. Die Gebäude entstammen vorwiegend der Zeit der stärksten Frequentierung des Posthofs im 18./19. Jahrhundert. Hierzu gehören auch die zwischen sog. Schlocker-Hof und Posthalterei gelegenen Grünflächen, der südwestliche Teil mit erhaltener gärtnerischer Gestaltung des 19. Jahrhunderts (Buchshecken). Ablesbar ist die ehemalige Begrenzung der Anlage im Westen und Osten durch Gartenmauern. |                        | 45758 DDB  |
| weitere Bilder                                      | Neuklassizistisches Wohnhaus                            | Hauptstraße 1 LageFlur: 11, Flurstück: 12/3 | Neuklassizistisches Wohnhaus mit interessanten Details, errichtet um 1900. Der traufständige Baukörper besitzt seine Schauseite zur Bahn, hier kräftig vorspringende Seitenrisalite, die eine offene Halle mit Balkon im Obergeschoss einschließen. Dieser wird getragen von Pfeilern mit ornamentierten Kapitellen. Schlichte Wandgliederung mit Gesimsen, große Rechteckfenster mit gerader Verdachung und floral verzierten Brüstungsgefachen. Rückseitig Treppenhaus-Mittelrisalit. | 1895 bis 1905          | 45766 DDB  |
| Doppelhaus um 1902                                  | Doppelhaus um 1902                                      | Hauptstraße 21/23 LageFlur: 11, Flurstück: 136/49, 137/49 | Doppelhaus um 1902. Baukünstlerisch interessanter, mit markanten Zwerchhäusern versehener Umbau unter Verwendung der alten Stallungen des Gasthauses „Zum Engel“ (siehe Hauptstraße 25). Baugliederung mit durchlaufendem Gesims und Ecklisenen, diese wie das Erdgeschoss genutet, kräftig profiliertes und gezahntes Hauptgesims. Die Zwerchhäuser mit abgetreppter Umrahmung des Giebels wirksam betont. Beeinträchtigung der linken Haushälfte durch neuere Fenstereinbauten. | 1897 bis 1907          | 45768 DDB  |
| Katholische Pfarrkirche St. Martin                  | Katholische Pfarrkirche St. Martin                      | Hauptstraße 22, Erbsengasse 3 LageFlur: 10, Flurstück: 49/1, 51, 52 | Errichtet 1914/15 von Prof. Ludwig Becker in Jugendstilformen unter Einbeziehung der Vorgängerkirche aus dem Jahre 1747. Von dieser der dreiseitig geschlossene Chor im Nordosten, Sandstein-Türgewände mit Datierung im Keilstein, Segmentbogenfenster und Dachreiter mit geschweifter Haube erhalten. Die Werksteine der alten Kirche sind roter, die der neuen gelber Sandstein. Chor der neuen Kirche nach Westen gerichtet, seitlich versetzter Turm mit Drillingsfenstern und langgestreckter geschweifter Haube, an den Ecken unter der Traufe acht Heiligenfiguren. Verputzter Außenbau mit Rundbogenfenstern, Gliederungs- und Zierelemente in Sandstein. Im Osten Eingangsvorbau mit Wimperg, darüber große Fensterrose. Verwendung romanisierender Formen in Verbindung mit der unverkennbar dekorativen Auffassung des Jugendstils. Auch der Innenraum der Pseudobasilika stilrein erhalten. Mittelschiff von drei Jochen mit weiter Pfeilerstellung, im Aufriss ohne Obergaden, mit durchlaufender Tonne. Ausmalung aller Gewölbe, im Mittelschiff Kassetten, in den Seitenschiffen Heiligenfiguren und Akanthusranken. Halbrund geschlossener Chor mit Unterkapelle und seitliche Apsiden jeweils mit plastischer Ausstattung der Altäre, die der Architektur eingefügt ist. Klassizistische Kanzel um 1800 aus Marxheim, auf dem Deckel Hl. Michael; Pietà, Holz, von Joh. Georg Bitterich (1724–1789); Taufstein 15. Jahrhundert. Außen am alten Chor stehende Muttergottes, Anfang 16. Jahrhundert (Kopie, Original im Chor) und Kruzifix 1783. | 1915                   | 45767 DDB  |
| Traufständiger Fachwerkbau                          |                                                         | Hauptstraße 25 LageFlur: 11, Flurstück: 49/1 | Langgestreckter, traufständiger Fachwerkbau mit Satteldach, die Hofeinfahrt mit einem Zwerchhaus gleicher Firsthöhe überbaut. Erdgeschoss in jüngerer Zeit z. T. massiv ausgemauert, in Obergeschoss und Giebelwand typisches konstruktives Fachwerk des 18. Jahrhunderts mit geschosshohen Streben und nahezu regelmäßiger Fensteranordnung. Der Gasthof mit seinen ehemaligen zugehörigen Stallungen ist ebenso von historischer wie städtebaulicher Bedeutung in der Lage gegenüber der Kirche und am ehemaligen Ortsausgang. | 1725 bis 1775          | 45769 DDB  |
| weitere Bilder                                      |                                                         | Hauptstraße 29 LageFlur: 11, Flurstück: 56/1 | Der Kirche schräg gegenüberliegendes, giebelständiges Wohnhaus eines ehemaligen Zweiseithofes, die angebaute überdachte Toreinfahrt erhalten. Die zweigeschossige, verputzte Fachwerkkonstruktion auf hohem Sockel mit Geschossüberstand über massiv erneuertem Erdgeschoss lässt auf ein Sichtfachwerk des 17. Jahrhunderts schließen. Geschossteilung mit Holzgesimsen, Kranzgesims traufseitig mit Klötzchenfries. Vermutlich ältestes erhaltenes Fachwerkhaus Hattersheims, zudem städtebaulich wichtiger, maßstabgebender Bau im Kirchenbereich. | 1625 bis 1675          | 45770 DDB  |
| Fachwerkhaus 17. Jahrhundert                        | Fachwerkhaus                                            | Hauptstraße 32 LageFlur: 10, Flurstück: 74 | Mit modern vorgeblendetem Fachwerk störend verkleidetes Fachwerkhaus. Der giebelständige, zweigeschossige Bau ist wichtiger Blickpunkt in der Hauptstraße. Proportionen und Giebelgestaltung (hier Holzverschindelung) lassen auf eine verborgene Rähmkonstruktion des 17. Jahrhunderts über massiv erneuertem Erdgeschoss schließen. Vermutlich richtig übernommene Datierung am Eckpfosten 1666. | 1625 bis 1675          | 45771 DDB  |
| Geschäfts- und Mehrfamilienwohnhaus                 | Geschäfts- und Mehrfamilienwohnhaus                     | Hauptstraße 34 LageFlur: 10, Flurstück: 71/2 | Geschäfts- und Mehrfamilienwohnhaus, die Fassade mit gelben Klinkern verkleidet, neugotische Detailformen, errichtet 1901. Traufständiger Baukörper mit überbauter Hofeinfahrt und leichtem Mittelrisalit, der sich als Zwerchhaus fortsetzt. Bestimmendes Element der Fassade sind die Fenster, betont durch Sandsteinrahmungen mit gotischen Vorhangbögen, Blendmaßwerk. Gutes Beispiel der Umwandlung von bäuerlichen zu städtischen Strukturen im Ortsinnern. | 1901                   | 45772 DDB  |
| Traufständiges Fachwerkwohnhaus                     | Traufständiges Fachwerkwohnhaus                         | Hauptstraße 38 LageFlur: 10, Flurstück: 69/2 | Verputztes, traufständiges Fachwerkwohnhaus von zwei Geschossen mit massivem Sockel und Satteldach. Nahezu regelmäßige Fensteranordnung, Geschossteilung mit Holzgesimsen, gut proportionierter Baukörper in konstruktivem Rähmfachwerk des 18. Jahrhunderts. | 1725 bis 1775          | 45773 DDB  |
| weitere Bilder                                      | Ehemalige Sarotti-Schokoladenfabrik                     | Hugo-Hoffmann-Ring, Hugo-Hoffmann-Ring 2, Platz der Deutschen Einheit LageFlur: 15, Flurstück: 182, 190/1, 192 | Bereits 1884 wurde an dieser Stelle die Maingau Zuckerfabrik gegründet. Sie existierte bis 1912 und wurde 1912/13 kurzzeitig als Chemische Fabrik Maingau GmbH weitergeführt, musste aber während des Ersten Weltkrieges ihren Betrieb einstellen. 1922 erwarb die Otto & Quantz GmbH Frankfurt am Main das Anwesen und vertrieb dort Lebens, vor allem Schweizer Schokola. Kurz darauf begann die Firma selbst mit der Schokoladenproduktion nach Schweizer Rezepten. Für die Fabrikation wurden bereits 1925 bauliche Erweiterunnotwendig, so entstand beispielsweidas heute noch erhaltene sogenannte Werkstattgebäude. 1928 fusionierten Otto & Quantz mit „Linda-Gesellschaft für kondensierte Milch und Kindermehl mit beschränkter Haftung, Lindau Bodensee“ zur „Deutschen Aktienfür Nestle-Erzeugnisse“. Nestle übernahm gleichzeitig die Sarotti GmbH in Berlin, welche ein Jahr später die HatFabrik übernahm. Im Zweiten Weltkrieg musste die Produktion wegen Rohstoffmangels eingestellt werden, und es wurden zeitweise andere Produkte, z. B. Kaffee-Ersatz, hergestellt. Schokolade wurde wieder seit 1949 produziert, und in den fünfziger Jahren konnte das Werk umfassend modernisiert und erweitert werden. Weitere Neubauten kamen in den sechziger Jahren hinzu, und Sarotti war zu dieser Zeit mit ca. 2000 Mitarbeitern der größte Arbeitgeber im Main-Taunus-Kreis. Der Schwerpunkt der Schokoladenproduktion wurde jedoch bald in das Sarotti-Werk nach Berlin verlegt, und die Beschäftigtenzahl sank, bis schließlich 1994 das Hattersheimer Werk geschlossen wurde. Aus dieser langen und wechselvollen Firmengeschichte haben sich folgenGebäude erhalten: der Schornstein aus Backstein, der der Gründungsfabrik des 19. Jahrhunderts entstammt und für Hattersheim eine Art Wahrzeichencharakter besitzt; das Werkstattgebäude von 1925 mit seinen zweigeschossigen Eckund dem eingeschossigen Mit, durch Gesimse und Fenstergrupgegliedert, wobei der südliche Pavillon in Fensterformen und in der Ausbildung eines Zwerchgiebels reicher ausgestattet ist; zudem ist aus der Erweiterungszeit der fünfziger Jahre der Pförtnerpavillon mit ovalem Abschluss und zeittypischem, ausFlachdach erhaltenswert. | 1884                   | 404393 DDB |
| Schlocker Hof                                       | Schlocker Hof                                           | Im Nassauer Hof 1 LageFlur: 9, Flurstück: 257/167 | Der ehemalige Nassauer Hof ist ein langgestreckter Vierseithof. Erbaut 1817–21 vom damaligen Posthalter in unmittelbarer Nachbarschaft des Posthofes (siehe Hauptstraße 48). Nach 1848 (Bau der Eisenbahn) Umnutzung zum Gutshof durch die Familie Schlocker. Jetzt umfangreiche und außerordentlich sorgfältige Wiederherstellung des östlichen Hofteils, u. a. des Hauptgebäudes an der Sarceller Straße. Die westlichen Hofteile, vielfach geschädigt und verändert, dabei passend neu errichtet. Das zweigeschossige Wohn- und Gasthaus über großem Gewölbekeller ein Putzbau (Obergeschoss in Fachwerk) mit flachem Walmdach und der wiederhergestellten, südlichen Einfahrt. Unter den originalen Fenstern auch solche mit Ritzscheiben (eingeritzte Namen und Daten) im Gästesaal. Der Innenausbau vollständig erhalten und restauriert. An der Mainzer Straße das Torhaus und die größere Stallscheune von 1875. Der südöstliche, langgestreckte und schmale Bau enthielt im Erdgeschoss Ställe usw. und im Obergeschoss Gastzimmer vermutlich für das Reisepersonal. Es entstand gleichzeitig mit dem Hauptgebäude und teilweise als Lehmstampfbau. Vor allem der Hofraum vermittelt ein eindrucksvolles Gesamtbild der geschichtlichen Anlage. | 1821                   | 45778 DDB  |
| weitere Bilder                                      | Wegekreuz                                               | Im Suttel (Außerhalb Ortslage) LageFlur: 16, Flurstück: 10 | Vor Ort befindet sich nur noch der Sockel |                        | 45788 DDB  |
| Stadthalle Hattersheim                              | Stadthalle Hattersheim                                  | Karl-Eckel-Weg 21 LageFlur: 23, Flurstück: 32/4 | | 1971/72                | 184859 DDB |
| weitere Bilder                                      | Wohnhaus                                                | Lindenstraße 25 LageFlur: 14, Flurstück: 313/95, 87, 88 | Wohnhaus in Jugendstilformen, errichtet 1914. Giebelständiger Bau mit dominierendem, geschwungenem Mansarddach. Hochgezogene Sockelzone in dunkelgebranntem Klinker, gekuppelte Fenster mit Sandsteingewänden, rechts runder Erker. Der Giebel mit Biberschwanzziegeln behangen, das Motiv dreier gekuppelter Fenster hier als Laube aufgegriffen, darüber Ovalfenster. Zugehörig Einfriedung und Kutscherhaus im rückwärtigen Bereich. | 1914                   | 45780 DDB  |
| weitere Bilder                                      | Fachwerkwohnhaus                                        | Mainzer Landstraße 48 LageFlur: 9, Flurstück: 173/2 | Zweigeschossiges, verputztes Fachwerkwohnhaus eines ehemaligen Bauernhofes, mit anschließendem, überdachtem Hoftor. Die Fassade des traufständigen Satteldachbaus ist symmetrisch zur Mittelachse des Eingangs in Achsen gegliedert, Entstehungszeit vermutlich spätes 18. Jahrhundert. Wichtig im Straßenbild gegenüber dem Nassauer Hof. | Ende 18. Jahrhundert   | 45781 DDB  |
| Wegekreuz                                           | Wegekreuz                                               | Santa-Catarina-Allee LageFlur: 22, Flurstück: 970 | |                        | 184015 DDB |
| weitere Bilder                                      | Alter Posthof                                           | Sarceller Straße 1 LageFlur: 9, Flurstück: 403/17 | Pferdewechselstelle und Poststation der Thurn- und Taxis’schen Post, die von 1489 bis 1850 das deutsche Postmonopol innehatte. Die Pferdewechselstelle und Poststation Hattersheim, günstig gelegen an der mittelalterlichen Geleitstraße Frankfurt-Mainz, galt insbesondere im 18. Jahrhundert als die meistfrequentierte aller Reichspoststationen. Der ehemals Thurn- und Taxis’sche Posthof ist ein mehrflügeliger Gebäudekomplex vorwiegend des 18. Jahrhunderts um einen unregelmäßig quadratischen Innenhof. Er besteht aus einem Hauptgebäude des 18. Jahrhunderts aus Mainsandstein mit Torbogenüberbau des 19. Jahrhunderts zur Hauptstraße, einem zweigeschossigen Nordflügel mit Fachwerk-Obergeschoss des 18. Jahrhunderts und angrenzender, umgebauter Scheune mit großer Remise im Osten, hohem Mansarddach, und dem eingeschossigen Südflügel mit Mansarddachform zum Hof, Pultdachform zum Ort. Zugehörig die Sandstein-Mauerreste der ehemaligen Gartenumfriedung im Westen. Nach Sanierung 1979–82 wird der Posthof heute durch Stadt und Verwaltung genutzt. | 1725 bis 1775          | 45775 DDB  |
| Gasthaus „Zum Hirsch“                               | Gasthaus „Zum Hirsch“                                   | Sarceller Straße 3 LageFlur: 9, Flurstück: 376 | Das zweigeschossige Gasthaus „Zum Hirsch“ ist ein Backsteinbau, errichtet 1901. Gliederungselemente der Fassade sind mit Sandstein und roten Backsteinen vom gelben Grund abgesetzt, so die Fenster- und Türumrahmungen, Stockwerks- und Kranzgesims mit Klötzchenfries. Den traufständigen Bau akzentuiert das große Zwerchhaus mit gekuppelten rundbogigen Fenstern und Oculus. Integrierte Hofeinfahrt mit Holztor der Entstehungszeit. | 1901                   | 45774 DDB  |
| Wohnhaus Postmeister                                | Wohnhaus Postmeister                                    | Sarceller Straße 6 LageFlur: 9, Flurstück: 162/1 | Gegenüber dem Posthof wird das Straßenbild von dem mächtigen klassizistischen Gebäude bestimmt, errichtet um 1800 als Wohnhaus des Postmeisters. Typisch klassizistisch die Betonung des Kubus bei sehr flachem, traufseitig mit einer Kehle überkragendem Satteldach, das kaum in Erscheinung tritt. Sockel des ansonsten verputzten Baus in Mainsandstein, klare, ruhige Achsengliederung, Gewände und Konsolgesimse ebenfalls Sandstein; wichtig im Erscheinungsbild die Klappläden. Zugehörig die rückwärtige ehemalige Scheune mit Ställen und Remise, erbaut in unregelmäßigem Mauerwerk aus Mainsandstein mit Werksteingewänden, um 1750. Zugehörig weiterhin der Garten und die Sand- und Bruchsteinmauern des Anwesens sowie zahlreiche Grenz- und Wappensteine, ehemalige alte Schmiede. | 1795 bis 1805          | 45777 DDB  |
| Ehemaliger Gasthof „Zum fröhlichen Mann“            | Ehemaliger Gasthof „Zum fröhlichen Mann“                | Sarceller Straße 8 LageFlur: 9, Flurstück: 159 | Ehemaliger Gasthof „Zum fröhlichen Mann“, jetzt Wohnhaus, bestehend aus einem traufständigen Satteldachbau an der Straße mit rückwärtig im Winkel anschließenden Nebengebäuden. Der zweigeschossige Hauptbau mit verputztem, massivem Erd- und Fachwerkobergeschoss im typisch konstruktiven, klassizistisch beeinflussten Bild der Bauzeit um 1800. Klare Achsengliederung, im Erdgeschoss Sandsteingewände, kräftig profiliertes Kranzgesims. Linksseitig originales hölzernes Einfahrtstor um 1860. Rückwärtige Flügelanbauten ursprünglich mit Wirtschaftsteilen im Erd- und Gästezimmern im Fachwerkobergeschoss mit umlaufendem Innengang zum Hof. Urkundliche Erwähnung von 1708 betrifft den Vorgängerbau. Abgrenzungsmauern im rückwärtigen Garten könnten aus dieser Zeit stammen. | 1795 bis 1805          | 45776 DDB  |
| Wegekreuz                                           | Wegekreuz                                               | Schulstraße 3 LageFlur: 14, Flurstück: 337/106 | Wegkreuz aus Sandstein auf hohem Sockel, datiert 1794. Kreuztitel und Corpus in einfachen, großen Formen. Die achtzeilige Sockelinschrift mit einer Girlande übergriffen, von Bändern gerahmt, im unteren Sockelbereich zwei große Voluten. | 1794                   | 45782 DDB  |
| Wegkreuz                                            | Wegekreuz                                               | Schulstraße 5 LageFlur: 14, Flurstück: 333/106 | Wegkreuz aus Sandstein mit gusseisernem Korpus, datiert 1766. Nach einer Inschrift im Kreuzstamm hat der Erbauer der Staufenstraße, der BauunIgnatz Mitter, das Kreuz am 14.9.1909 von der Sindlinger Straße an den langjährigen Standort neben Staufenstraße 15 versetzt. 2019 wurde das Wegekreuz an seinem heutigen Standort überführt. | 1766                   | 45785 DDB  |
| Bild gesucht BW                                     | Wegekreuz                                               | Schulstraße (bei Nr. 100) LageFlur: 16, Flurstück: 72/3 | |                        | 184014 DDB |
| weitere Bilder                                      | Wasserwerk                                              | Wasserwerkchaussee, Am Graspfad, Am Hessendamm, Am hintersten Landwehr, u.A. LageFlur: 8, 11, 12, 15-18, Flurstück: 1, 3, 49, 50, 55-58, 62/59, 68/58, 69/2, 76, 79/3, 80, 83/2, 84/3, 85, 86/1, 90/69, 97/59, 98/45, 101/78, 107/59, 110/60, 115/66, 120/80, 136/5, 137/79, 138/25, 139/31, 142/76, 184 | Grundwasser-Pumpwerk der Stadt Frankfurt am Main, errichtet 1907. Entwerfender Architekt Hans Dasen, städtischer Baumeister am Tiefbauamt, technische Entwürfe Magistratsbaurat Dr.-Ing. Schellhase, Direktor der Frankfurter Wasserversorgung. Baukomplex in den Formen des Jugendstils mit funktionsfähig erhaltener, originaler technischer Ausstattung, insbesondere Dampfmaschine von 1927. Technische Neuerungen gegenüber früheren Anlagen waren die Einschaltung einer Vorpumpe mit Entsäuerungsanlage sowie die Tieferlegung der Vorpumpen. | 1907                   | 45787 DDB  |

### Okriftel
| Bild                                 | Bezeichnung                          | Lage                                                                                       | Beschreibung | Bauzeit              | Objekt-Nr. |
| ------------------------------------ | ------------------------------------ | ------------------------------------------------------------------------------------------ | --- | -------------------- | ---------- |
| Evangelische Pfarrkirche Okriftel    | Evangelische Pfarrkirche             | Alte Mainstraße 9 LageFlur: 7, Flurstück: 52                                               | Ein klassizistisch klar gegliederter Rechteckbau, datiert 1809. Verputzter, geosteter Baukörper mit rechteckigen Sandsteingewänden der Fenster- und Türöffnungen; schmaler, übergiebelter Portalrisalit an der Front und stattlicher Haubendachreiter. Dächer und Giebelflächen verschiefert. Im Inneren schlichter Saal mit gerundeten Ecken, Voute, Flachdecke; Orgelempore im Westen auf Holzsäulen, hölzerne Kanzel und Altarmensa mit symbolischen Schnitzereien in den gleichen strengen Formen der Bauzeit. | 1809                 | 45823 DDB  |
| Fachwerkwohnhaus mit Schmuckfachwerk | Fachwerkwohnhaus mit Schmuckfachwerk | Alte Mainstraße 18 LageFlur: 7, Flurstück: 106/4                                           | Zweigeschossiges, giebelständiges Fachwerkwohnhaus mit Schmuckfachwerk der Zeit um 1700 im Obergeschoss, den charakteristischen Mannfiguren mit Kopfwinkeln, Streben und genasten Gegenstreben, Rauten und Gittergefachen. Erdgeschoss modern verändert. | 1695 bis 1705        | 45824 DDB  |
| Vormals Papierfabrik                 | Ehemalige Papierfabrik Phrix         | Kirchgrabenstraße 16/18/22, Rheinstraße 3/7 LageFlur: 8, Flurstück: 88/3-4, 98/3, 98/15-16 | Sogenanntes Beamtenhaus, vermutlich ehemals Wohnhaus des Betriebsleiters, auf dem Gelände der Phrix-Werke, vormals Papierfabrik Philipp Offenheimer, gegründet 1886. Errichtet nach 1906 von Architekt Georg Metzendorf in typischen Formen des Reformstils. Giebelständiges, eingeschossiges Wohnhaus mit hohem, ausgebautem Mansardwalmdach mit betontem Ortgang. Seitlich traufständiger Anbau (durch spätere Aufstockung gestört), dem zum Main hin ein großzügig verglaster Erker in Sandsteinrustikamauerwerk mit Segmentgiebel angefügt ist. Wohnhaus und Anbau auf hohem Sandsteinrustikasockel sind bestimmt durch die Gestaltung des Wandputzes, der vertikale Streifen grobkörniger Struktur erhaben gegen schmalere feinkörnige abgesetzt, in dunklem und hellem Ockerton. Qualitätvolle Werksteindetails an den Fensterbänken sowie den Säulen mit stilisierten Kapitellen, die die Fensterpfosten am Erker bilden. | 1886                 | 926628 DDB |
| Traufständiges Fachwerkhaus          | Traufständiges Fachwerkhaus          | Langgasse 11 LageFlur: 7, Flurstück: 255/58                                                | Traufständiges, verputztes Fachwerkhaus mit Satteldach. Vermutlich über beide Geschosse gut erhaltene Rähmkonstruktion des 18. Jahrhunderts, kleinformatige, regelmäßig angeordnete Fenster in originaler Größe und Verteilung. Der Bau ist für das Straßenbild im historischen Dorfkern von wesentlicher Bedeutung. | 1725 bis 1775        | 45826 DDB  |
| Repräsentatives Fachwerkhaus         | Repräsentatives Fachwerkhaus         | Langgasse 29 LageFlur: 7, Flurstück: 152/2                                                 | Straßenbildbestimmendes, repräsentatives Fachwerkhaus von zwei Geschossen mit Krüppelwalm. Den Bau kennzeichnet das klare, symmetrische Fachwerkbild mit geschosshohen Streben, Pfosten und Riegeln in rasterförmiger Anordnung der Zeit des späten 18. Jahrhunderts. | Ende 18. Jahrhundert | 45827 DDB  |
| Bild gesucht BW                      | Ehemaliges Rathaus                   | Mainstraße 3 LageFlur: 6, Flurstück: 82/17                                                 | | 1929–31              | 168056 DDB |